# Resolutie 212 Veiligheidsraad Verenigde Naties
Resolutie 212 van de Veiligheidsraad van de Verenigde Naties werd als tweede van twee VN-Veiligheidsraadresoluties unaniem aangenomen op 20 september 1965. De resolutie beval het Sultanaat van de Maldivische Eilanden aan voor VN-lidmaatschap.

## Inhoud
De Veiligheidsraad had de aanvraag van de Maldivische Eilanden voor toetreding tot de VN bestudeerd, en beval de Algemene Vergadering aan om Malediven toe te laten tot de Verenigde Naties.

## Verwante resoluties
- Resolutie 197 Veiligheidsraad Verenigde Naties (Zambia)
- Resolutie 200 Veiligheidsraad Verenigde Naties (Gambia)
- Resolutie 213 Veiligheidsraad Verenigde Naties (Singapore)
- Resolutie 223 Veiligheidsraad Verenigde Naties (Guyana)

Lijst ·  200 ·  201 ·  202 ·  203 ·  204 ·  205 ·  206 ·  207 ·  208 ·  209 ·  210 ·  211 ·  212 ·  213 ·  214 ·  215 ·  216 ·  217 ·  218 ·  219